# Leela Gandhi
Leela Gandhi (nascida em 1966) é uma teórica literária e cultural nascida na Índia, conhecida por seu trabalho na teoria pós-colonial. Ela é atualmente a Professora de Humanidades e inglês e diretora do Pembroke Center for Teaching and Research on Women na Brown University.
Gandhi lecionou anteriormente na Universidade de Chicago, na Universidade La Trobe e na Universidade de Deli. Ela é coeditora fundadora da revista acadêmica Postcolonial Studies e atua no conselho editorial da revista eletrônica Postcolonial Text. Ela é membro sênior da Escola de Crítica e Teoria da Cornell University.

## Infância e educação
Gandhi nasceu em Mumbai e é filha do falecido filósofo indiano Ramchandra Gandhi e bisneta do líder do movimento de independência da Índia, Mahatma Gandhi. Ela ofereceu análises de que algumas das filosofias de Mahatma Gandhi (sobre não-violência e vegetarianismo, por exemplo) e políticas foram influenciadas por fontes transnacionais e indígenas. Ela recebeu seu diploma de graduação no Hindu College, Deli e seu doutorado foi no Balliol College, Oxford.
Ela também é bisneta de C. Rajagopalachari. Seu avô paterno Devdas Gandhi era o filho mais novo de Mahatma Gandhi e sua avó paterna Lakshmi era filha de C. Rajagopalachari.

## Comentários e críticas
Com a publicação de seu primeiro livro Postcolonial Theory: A Critical Introduction em 1998, Gandhi foi descrita como mapeando "o campo em termos de seu contexto filosófico e intelectual mais amplo, traçando conexões importantes entre a teoria pós-colonial e o pós-estruturalismo, pós-modernismo, marxismo e feminismo".
Seu próximo livro. Comunidades afetivas, foi escrito para "[revelar] pela primeira vez como aqueles associados a estilos de vida, subculturas e tradições marginalizadas - incluindo homossexualidade, vegetarianismo, direitos dos animais, espiritualismo e esteticismo - se uniram contra o imperialismo e forjaram laços fortes com sujeitos e culturas colonizadas". Gandhi traça as redes sociais de ativistas no final do século XIX e início do século XX conectando Edward Carpenter com MK Gandhi e Mirra Alfassa com Sri Aurobindo.
Através deste trabalho, ela tornou-se conhecida por propor um "modelo conceitual de engajamento pós-colonial" em torno de premissas éticas de hospitalidade e "xenofilia", e por trazer pela primeira vez uma perspectiva queer para a teoria pós-colonial.
O terceiro livro de Gandhi, The Common Cause, apresenta uma história transnacional da democracia na primeira metade do século XX através das lentes da ética no sentido amplo de autoformação disciplinada. Este livro foi descrito como "uma história alternativa da democracia colocando em primeiro plano eventos de relação errônea" e "a defesa mais completa do valor da inclusão infinita para estudos pós-coloniais".
Leela Gandhi também é uma poetisa publicada. Sua primeira coleção de poemas, Measures of Home, foi publicada por Ravi Dayal em 2000, e sua poesia subsequente está incluída em várias antologias.

## Livros publicados
- Gandhi, Leela (2014), The Common Cause: Postcolonial Ethics and the Practice of Democracy, 1900–1955, ISBN 9780226019901, University of Chicago Press
- Gandhi, Leela; Nelson, Deborah L., eds. (verão 2014), Around 1948: Interdisciplinary Approaches to Global Transformation, Critical Inquiry, 40 (4), doi:10.1086/673748
- Ezekiel, Nissim; Gandhi, Leela; Thierne, John (2006), Collected Poems, ISBN 9780195672497, Oxford India Paperbacks 2 ed. , Oxford University Press
- Gandhi, Leela (2006), Affective Communities: Anticolonial Thought, Fin-de-Siècle Radicalism, and the Politics of Friendship, ISBN 0-8223-3715-0, Politics, History, and Culture, Duke University Press
- Blake, Ann; Gandhi, Leela; Thomas, Sue, eds. (2001), England Through Colonial Eyes in Twentieth-Century Fiction, ISBN 0-333-73744-X, Palgrave Macmillan
- Gandhi, Leela (1998), Postcolonial Theory: A Critical Introduction, ISBN 0-231-11273-4, Columbia University Press[20]
- Gandhi, Leela (2000), Measures of Home: Poems, ISBN 817530023X, Orient Longman